# Bradoria
Bradoria is een geslacht van uitgestorven kreeftachtigen uit de klasse van de Ostracoda (mosselkreeftjes).

## Soort
- Bradoria scrutator Mathew 1899 †